# آد ورلد: آيبز إكزادوس
آد ورلد: آيبز إكزادوس (بالإنجليزية: Oddworld: Abe's Exoddus)، هي لعبة فيديو من نوع لعبة منصات السينمائية، أنتجت عام 1998م، وتعمل على أنظمة ألعاب الفيديو التالية : بلاي ستيشن وبلاي ستيشن نتورك وويندوز وجيم بوي كولر.

## وصلات خارجية
- Official Oddworld: Abe's Exoddus website
- آد ورلد: آيبز إكزادوس على موقع IMDb (الإنجليزية)
- آد ورلد: آيبز إكزادوس على موبي غيمز
- آد ورلد: آيبز إكزادوس على موقع غيم فاكس